# Elytroleptus grandis
Elytroleptus grandis là một loài bọ cánh cứng trong họ Cerambycidae.